# (8339) Kosovichia
(8339) Kosovichia – planetoida z pasa głównego asteroid okrążająca Słońce w ciągu 5 lat i 257 dni w średniej odległości 3,19 au. Została odkryta 15 września 1985 roku. Przed nadaniem nazwy planetoida nosiła oznaczenie tymczasowe (8339) 1985 RM6.